# Нижняя Ставрополька
Ни́жняя Ставропо́лька — хутор в Крымском районе Краснодарского края.
Входит в состав Пригородного сельского поселения.

## География
Хутор находится в юго-западной части Краснодарского края, в пределах Прикубанской наклонной равнины.

## Население
| 1999 | 2002 | 2010 |
| ---- | ---- | ---- |
| 104  | ↗113 | ↘86  |

## Улицы
| - ул. Промысловая, - ул. Ставропольская, | - пер. Терновый, - ул. Черешневая. |